# Volkmar Busch
Joseph Marie Francois Volkmar Busch (20. november 1812 – 3. november 1893) var dansk komponist, lærer, embedsmand m.m.
Busch var en kendt og farverig person i København. Han figurerede i vittighedsbladet Corsaren som "Volksnar Busch". Efter en omtumlet tilværelse som søkadet og kopist i generalpostdirektionens revisionskontor tog han fat på musikalske studier hos klaverpædagogen Friedrich Wieck i Leipzig. Her var det dog efter sigende mest datteren Clara Wieck, der optog ham. Hun blev som bekendt senere gift med Robert Schumann.
Tilbage i København slog han sig ned som oversætter, redaktør og komponist. Bl.a. udgav han lærebøger i svensk (1843-1844). Han skrev desuden musikanmeldelser og redigerede "Kjøbenhavns Theaterblad” (1844-1845) og dets fortsættelse ”Mellemakten” (1846).
Som komponist var han inspireret af bl.a. H.C. Lumbye, og mange af hans kompositioner blev spillet af Lumbye i Tivoli. Busch yndede at smykke sine kompositioner med franske titler; således skrev han en march til den russiske zar, "Gloire au Zcar", hvilket indbragte ham en tobaksdåse i sølv som tak, ligesom han modtog en slipsenål med brillanter af Frederik VII for en af sine tilegnelser.
1853-1865 boede han i USA, og der komponerede han bl.a. kirkemusik for den katolske kirke, som han tilsyneladende var blevet optaget af. Hans musik var også påvirket af komponister som Rossini, Bellini, Auber og Boieldieu, og hans hovedværk, Stabat mater er beslægtet med tilsvarende værker af Rossini.

## Musik
- Vive le Roi
- March Guerriere
- Gloire au Zcar
- Löverne i Rigsvaabenet (march tilegnet Frederik den Syvende)
- Ave Maria Stella! (Hymne for soli, kor og orkester)
- op. 41 Sörgemarsch til Minde om Helten General Olaf Rye
- op. 60 Hæder over Födelandet (march tilegnet Frederik den Syvende)
- op. 71 Leve Freden (march tilegnet Frederik den Syvende)
- Stabat Mater Dolorosa, (Hymne for soli, kor og orkester 1859)